# Bennettiodendron
Bennettiodendron es un género con dos especies de plantas con flores perteneciente a la familia Salicaceae.

## Taxonomía
Bennettiodendron fue descrito por Elmer Drew Merrill y publicado en Journal of the Arnold Arboretum 8(1): 11, en el año 1927. La especie tipo es: Bennettiodendron leprosipes (Clos) Merr. 
Etimología
El nombre del género fue otorgado en honor de Johannes Joseph Bennett, botánico británico.

## Especies
- Bennettiodendron cordatum, Merr.
- Bennettiodendron leprosipes